# Chiesa di San Francesco (Porto)
La chiesa di San Francesco (in portoghese Igreja de São Francisco) è una chiesa gotica del centro storico di Porto. La costruzione si iniziò nel XIV secolo, come parte di un convento francescano. È notevole per le opere barocche di talha dourada del XVIII secolo. A fianco della sua facciata principale sorge la chiesa del Terz'Ordine di San Francesco, costruita a cavallo tra il XVII e il XVIII secolo.

## Storia
I francescani si stabilirono a Porto all'inizio del XIII secolo. Nel 1233 fu loro assegnato un terreno per la costruzione di una chiesa. Dispute con il vescovo di Porto circa il confini dell'appezzamento e la resistenza delle autorità religiose fecero sì che i lavori di costruzioni durante il XIV secolo fossero a più riprese rimandati. La divergenza fu sanata con l'intervento nel 1244 di papa Innocenzo V, che con la bolla Dolentis accepimus confermò il possesso del terreno all'ordine francescano. Si poté allora iniziare la costruzione delle fondazioni del convento e di una primitiva chiesa, modesta e ad unica navata.
Nel 1383 si diede inizio alla costruzione della chiesa attuale, per impulso del decreto di Ferdinando I, speciale protettore dei francescani. L'edificio fu portato a compimento nel 1410. La nuova chiesa rappresentò un ampliamento significativo dello spazio interno, con tre navate di cinque campate, transetto più alto e abside tripartito cinto da contrafforti.
Il modello planimetrico adottato è simile a quello messo in opera in moltissime chiese portoghesi degli ordini mendicanti a partire dal XII secolo. Una caratteristica regionale importante è la presenza di motivi lacrimali decorati con sfere nella parte superiore del presbiterio, di origine galiziana. La struttura della chiesa non ha subito alterazioni significative ed è il migliore esempio di architettura gotica di Porto.
Durante il regno di Giovanni I fu realizzata una pittura murale della Signora della Rosa, attribuita ad António Florentim, una delle più antiche pitture murali che si conservano intatte in Portogallo.
Lungo i secoli XV e XVI varie famiglie preminenti di Porto divennero patroni dei francescani e finanziarono diverse cappelle laterali. Uno degli esempi notevoli è la cappella di San Giovanni Battista, costruita negli anni 1530 per la famiglia Carneiro, e disegnata da João de Castilho con motivi manuelini.
Il principale intervento artistico fu intrapreso nella prima metà del XVIII secolo, quando la maggior parte delle superficie interne, pareti, colonne, cappelle laterali e volta, furono rivestite con talha dourada barocca.
Nel 1833, gli edifici conventuali adiacenti alla chiesa furono distrutti da un incendio, che ebbe origine dal fuoco delle truppe migueliste al termine dell'assedio di Porto. Dopo l'incendio, il chiostro in rovina fu demolito per la costruzione del Palazzo della Borsa, un esempio notevole di architettura neoclassica del XIX secolo. Con l'abolizione degli ordini religiosi ad opera del ministro liberale Joaquim António de Aguiar nel 1834, la chiesa fu ridotta a magazzino per la dogana nuova di Porto, fino al 1839.
Dal 1910 è classificata monumento nazionale.

## Architettura e arte

### Esterno
La facciata principale della chiesa contiene un rosone gotico, riccamente elaborato e decorato. È questa l'unica decorazione originaria sopravvissuta, mentre il portale è un'opera barocca su due livelli, in cui una statua di San Francesco d'Assisi è inserita in un'elaborata struttura sostenuta da colonne tortili.
Il portale meridionale, verso il fiume, è gotico. È aggettante rispetto alla facciata e possiede un timpano decorato con una stella a cinque punte. Incornicia la porta una serie di archi concentrici decorati con altorilievi di ascendenza mudéjar.
La chiesa ha tre navate di cinque campate, con la navata principale più larga e più alta di quelle laterali. Sul lato orientale è presente un transetto e un'abside con tre cappelle. La crociera è illuminata dalle finestre monumentali dei bracci del transetto e del presbiterio, nonché da un rosone di piccole dimensioni sopra il presbiterio, in cui si ripete la stella a cinque punte.

### Interno

#### Altari

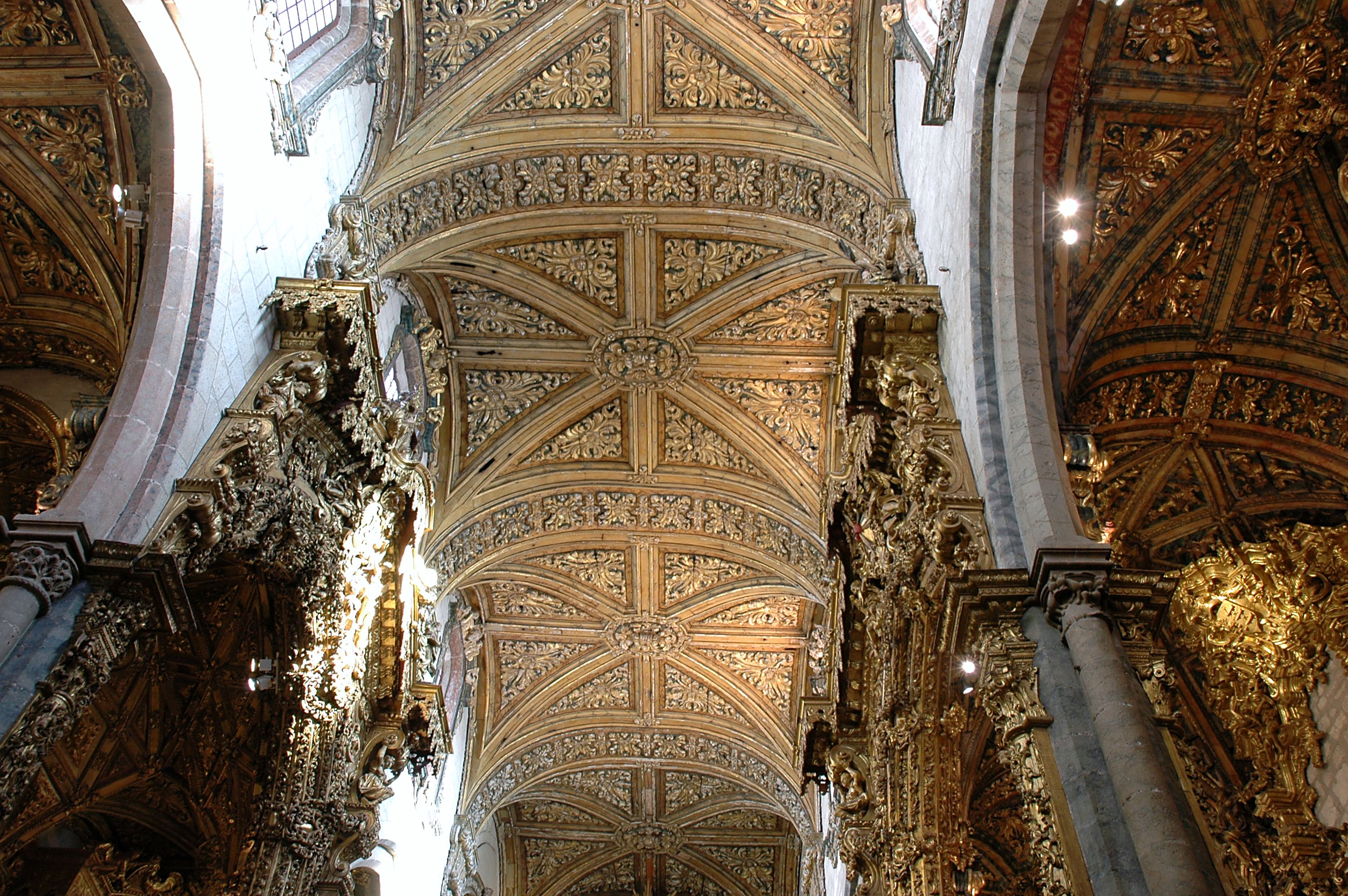
Vista dell'interno, in cui sono visibili gli altari, le colonne e il rivestimento delle volte in talha dourada.

Lungo il XVII secolo furono costruiti diversi altari. Nel 1595 Manuel da Ponte eseguì quello di San Biagio. Dal 1612 al 1615 Francisco Moreira costruì l'altare della cappella di Nostra Signora degli Angeli, che fu dipinto e dorato dal pittore Inácio Ferraz de Figueiredo. Nel 1680 Manuel Ferreira dorò l'altare della confraternita di San Biagio e San Giuseppe.
All'inizio del XVIII secolo, tutti gli interni subirono un profondo intervento con la costruzione dei principali altari di talha dourada, che caratterizzano ancora oggi questa chiesa. I nuovi altari per lo più sostituirono altari preesistenti.
L'altare della cappella di Nostra Signora della Concezione, fu interamente ricostruito fra il 1718 e il 1721 sopra una preesistenza. Ne furono autori Filipe da Silva e António Gomes e raffigura l'albero di Jesse. Costituisce l'esempio più esuberante di questo tema in Portogallo, e alcuni interventi scultorei si devono a Manuel Carneiro Adão.
Nel 1724 fu realizzato l'altare della cappella di Sant'Antonio, opera dell'intagliatore Luís Pereira da Costa. Fra il 1740 e il 1744 furono compiuti gli altari di Nostra Signora del Soccorso e di Nostra Signora della Rosa, intagliati da Manuel da Costa Andrade secondo il disegno di Francisco do Couto e Azevedo. Fra il 1750 e il 1751 Manuel Pereira da Costa Noronha realizzò gli altari dell'Annunciazione di Nostra Signora, di Nostra Signora dell'Incarnazione e dei Santi Martiri del Marocco, ancora opera di Manuel Pereira da Costa Noronha. Infine tra il 1764 e il 1765 l'intagliatore Francisco Pereira Campanhã portò a termine l'altare di Nostra Signora della Solitudine.